# 키모니
키모니(Kimony)는 일본의 스포츠 의류, 용품 제조 회사이며, 도쿄에 본사가 위치해 있다. 전 세계 10여개국에 진출해있는 라켓스포츠 브랜드이다. 키모니는 카즈미 키모토가 1977년에 설립한 회사이다. 키모니의 주력 상품은 스포츠 보조용품이며 그립과 보호대가 유명하다.